# Даниела Христова
Даниела Христова (на македонска литературна норма: Даниела Христова) е политик от Северна Македония.

## Биография
Родена е на 11 ноември 1977 година в осоговското село Дулица, тогава в Социалистическа федеративна република Югославия. Преподава македонски литературен език в Скопския университет. На 15 юли 2020 година е избрана за депутат от ВМРО – Демократическа партия за македонско национално единство в Събранието на Северна Македония.